# جويوز

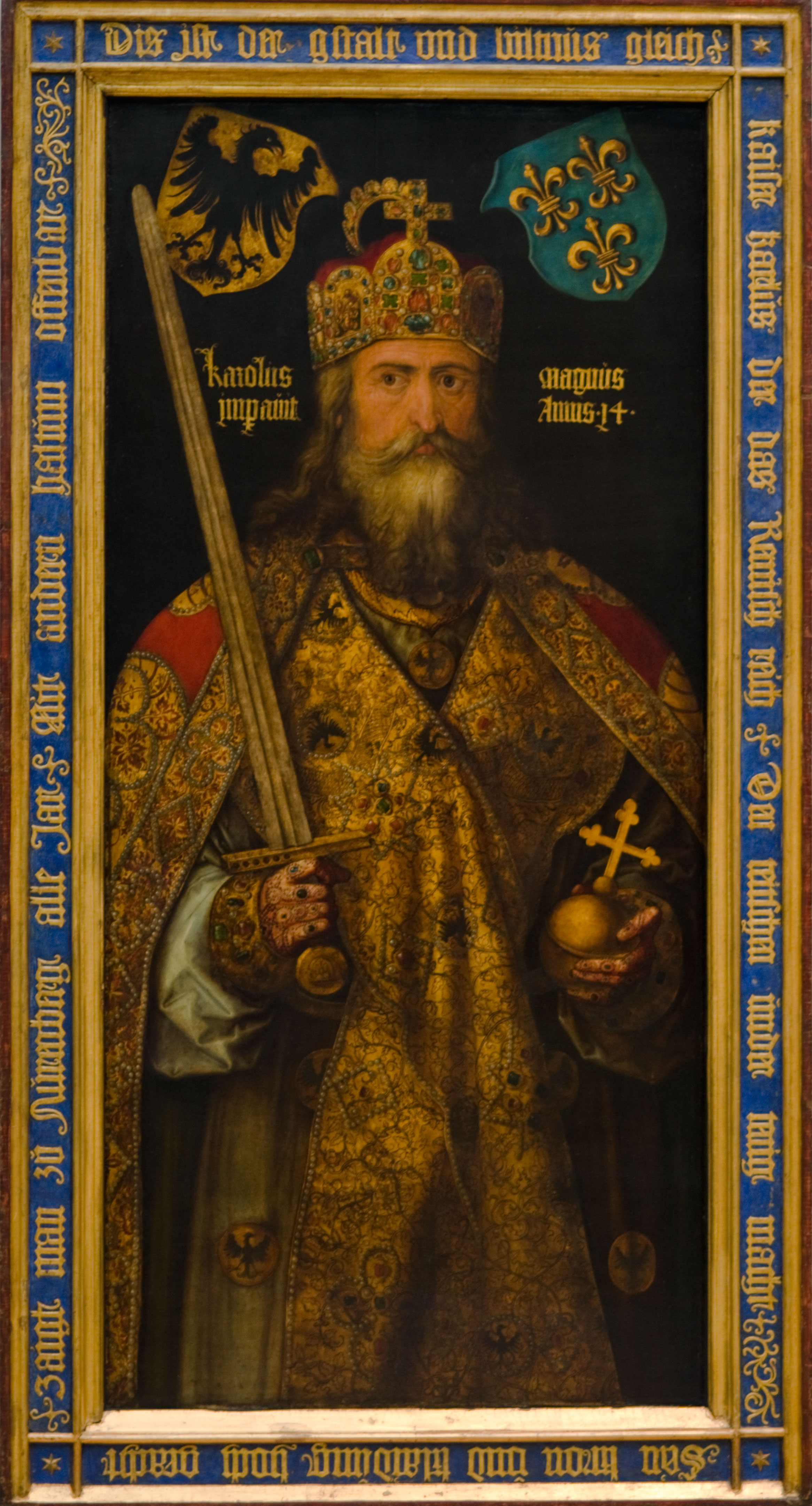
لوحة ألبرخت دورر لشارلمان مع جويوز

جويوز (الفرنسية القديمة: Joiuse بمعنى "فرح، بهيج") كان، في أساطير العصور الوسطى، السيف الذي استخدمه شارلمان كسلاحه الشخصي. استُخدم سيف يُعرف باسم جويوز في مراسم التتويج الملكي الفرنسي منذ القرن الثالث عشر، وهو محفوظ الآن في متحف اللوفر.

## وصف

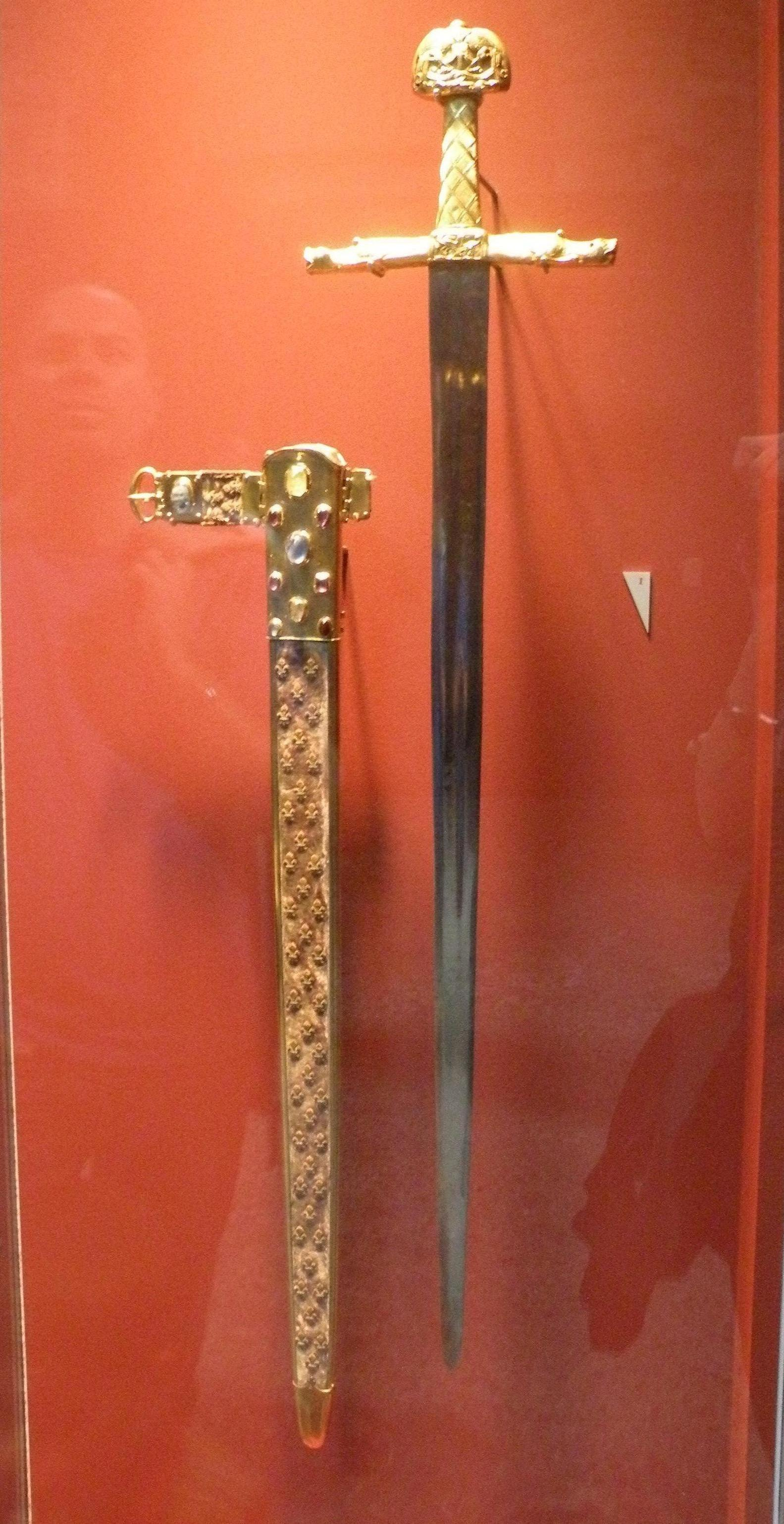
جويوز معروض مع غمده الذي يعود للقرن الثالث عشر في متحف كلوني في عام 2012.

يبلغ الارتفاع الإجمالي للسيف 105 سم، ويشكل جزء النصل 82.8 سم منه. ويبلغ عرضه عند القاعدة 4.5 سم (1.77 بوصة)، وسمكه 2.2 سم (0.87 بوصة). ويبلغ وزنه الإجمالي 1.630 كجم (3.59 رطل).

## الأسطورة
تزعم بعض الأساطير أن السيف صُنع ليحتوي على رمح لونجينوس داخل مقبضه. ربما صُنع النصل من نفس المواد التي صُنع منها سيف دوريندال الخاص رولاندوسيف كورتانا الخاص بهوجير. 
يروي كتاب للأطفال من أوائل القرن العشرين أن "أحد الأشياء التي لا تقدر بثمن التي حملها شارلمان في حزامه كانت جويوز، السيف الجوهري، الذي كان يحتوي في مقبض من الذهب والأحجار الكريمة.
يصف نشيد رولاند في القرن الحادي عشر السيف على النحو التالي:
"كان شارلمان يرتدي معطفه الأبيض الجميل وخوذته المرصعة بالأحجار الذهبية؛ وعلى جانبه كان يتدلى سيف جويوز، ولم يكن هناك سيف يضاهيه قط؛ كان لونه يتغير ثلاثين مرة في اليوم."

يُفترض أن بلدة جويوز، في أرديش، سميت على اسم السيف: يُزعم أن جويوز فُقد في معركة واستعاده أحد فرسان شارلمان؛ ولشكره، منحه شارلمان إقطاعية تُدعى جويوز.

لويس الرابع عشر مع جويوز (هايسنت ريجود، 1701)

## سيف تتويج الملوك الفرنسيين

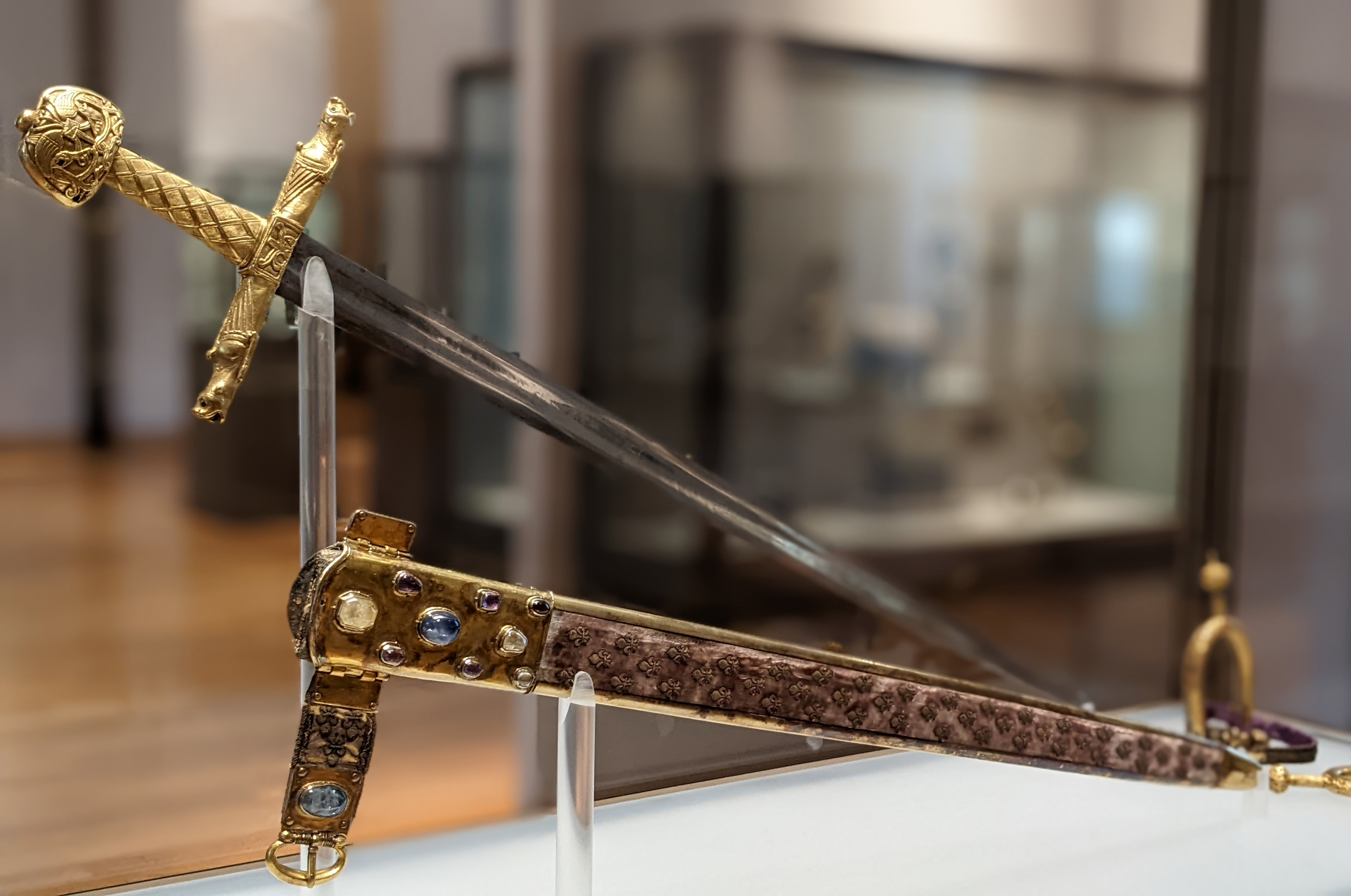
جويوز معروض في متحف اللوفر.

حٌمل سيف مرتبط بسيف شارلمان جويوز أمام مواكب التتويج للملوك الفرنسيين، لأول مرة في عام 1270 (فيليب الثالث)، ولآخر مرة في عام 1825 (في تتويج شارل العاشر). احتفظ بالسيف في خزانة سان دوني منذ عام 1505 على الأقل، قبل أن ينقل إلى متحف اللوفر في عام 1793.
السيف المحفوظ اليوم هو مزيج من أجزاء مختلفة أضيفت على مر القرون من الاستخدام كسيف تتويج. ولكن في جوهره، يتكون من شفرة من العصور الوسطى، ويرجع تاريخ معظمه إلى حوالي القرن العاشر. جادل مارتن كونواي بأن النصل قد يعود تاريخه إلى أوائل القرن التاسع، مما يشير إلى أنه كان بالفعل سيف شارلمان، بينما أرجعه جاي ليكينج إلى أوائل القرن الثالث عشر. حتى أن بعض المؤلفين جادلوا بأن النصل الذي يعود إلى العصور الوسطى ربما استبدل بالفعل بنسخة طبق الأصل حديثة في عام 1804 عندما أعد السيف لتتويج نابليون.
يرجع تاريخ مقبض السيف إلى القرن العاشر إلى القرن الحادي عشر، والواقي المتقاطع إلى القرن الثاني عشر، والغمد إلى القرن الثالث عشر، حسب الموقع الرسمي لمتحف اللوفر. 

## معرض الصور
- جويوز في متحف اللوفر
- منظر آخر
- تفاصيل المقبض
- تاج تتويج ملوك فرنسا للفنان بليز ألكسندر ديسجوف، عُرضت لأول مرة في المعرض العالمي لعام 1878.